# تعليم ثنائي اللغة

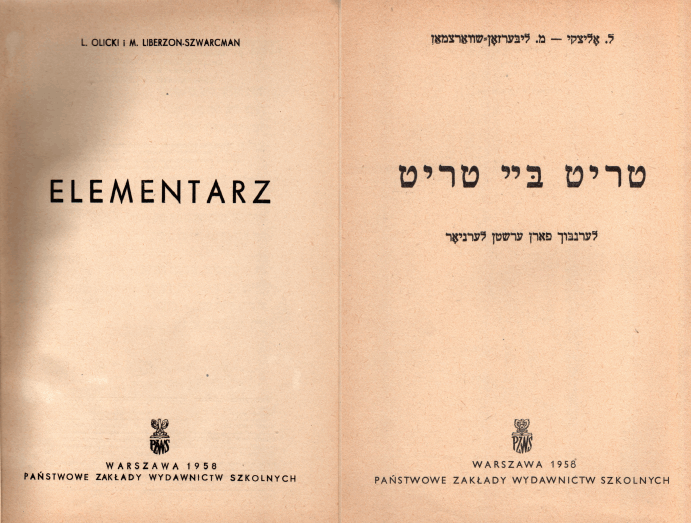

يتضمن التعليم ثُنائي اللغة  دراسة المقرر الأكاديمي بلغتين، باللغة الأم وبلغةٌ ثانية أُخرى. حيثُ تُستخدم كلاتاهما بدرجاتٍ مُتفاوتة وفقاً بما يُلائم خُطة البرنامج الأكاديمي. ويعتمد هذا التعليم على استخدام اللغتين كوسيلةٍ تعليميةٍ للطلاب، والتي تعتبر جزءاً من المقررات الدراسية أو بأكملها.

## نماذج لبرامج تعليم ثنائي اللغة
فيما يلي أنواع مختلفة من نماذج برامج التعليم ثُنائي اللغة:
·       التعليم ثُنائي اللغة الانتقالي.  يتضمن هذا النوع أن يكون التعليم بلغةِ الطفل الأم، ولايزيد عمره عن ثلاثِ سنوات عادة،  للتأكد من أن الطلاب لا يتعثرون في المجالات الدراسية كالرياضيات والعلوم والدراسات الاجتماعية أثناء تعلمهم اللغة الإنجليزية. أوضحت الأبحاث أن العديد من المهارات المكتسبة في اللغةِ الأم يمكن نقلها فيما بعد إلى اللغة الثانية بلا صعوبة. إن الهدف هو مساعدة الطلاب على الانتقال إلى الفصول الدراسية المُقتصرة على اللغة الإنجليزية فقط ودمجهم فيها في أسرع وقت ممكن، ويكمن الهدف اللغوي لهذه البرامج في اكتساب اللغة الإنجليزية فقط. تُستخدمُ لغةُ الأم للطالبِ في برنامج ثُنائي اللغة الانتقالي كوسيلة لتطوير مهارات القراءة والكتابة وكذلك اكتساب المعرفة الاكاديمية. وتستخدم أيضاً  لتطوير مهارات القراءة والكتابة والمهارات الاكاديمية في اللغة الأم.
·        برامج الإنغماس في ثنائية اللغة: يُعتبر الإنغماس أحد أنواع التعليم ثُنائي اللغة، حيث تُدرس المواد الدراسية بلغةِ الطلاب الثانية. ويُدمج الطلاب في الفصل الدراسي، حيث تُدرس المادة الدراسية بكاملها بلغتهم الثانية (ليس باللغة الأم). إن للإنغماس في المدارس عدة جوانب مختلفة. الإنغماس الكلي: حيثٌ أن كامل الصف الدراسي يُدرس بتلك اللغة الثانية. والانغماس الجزئي: حيث يُقضى نصف وقت الصف الدراسي في تعلم تلك اللغة الثانية. ويسمى النوع الثالث من الإنغماس في المدارس بالإنغماس ثُنائي الإتجاه أوالإنغماس المزدوج. ويحدث في الإنغماس المزدوج عندما يتحدث نصف طلاب الصف الدراسي ممن هم بلغةٍ أم إنجليزية تلك اللغة الثانية بينما نصفهم الأخر لا يتحدثها. ويُشجع هذا النوع من الإنغماس كل مجموعةٍ من الطلاب على التعاون والعمل معاً لتعلم لغة بعضهم البعض.
·       الإنغماس ثُنائي الإتجاه أو الإنغماس المزدوج في التعليم ثُنائي اللغة. ويقصد بذلك البرامج التي تُقدم محتوىَ مستوى الصف وتعليم القراءة والكتابة لجميع الطُلاب من خلال اللغتين: اللغة الإنجليزية واللغة المشتركة. وقد أُعدت هذه البرامج خصيصاً لتُساعد المتحدثين بلغةِ أم ٍإنجليزية وكذلك المتحدثين بغيرها  ليصبحوا ثُنائيي اللغة وقادرين على القراءة والكتابة باللغتين. إن هناك أربعة أنواعٍ رئيسة لبرامج اللغة المُزدوجة. وتُبين هذه البرامج كيف أن الإنغماس اللغوي المزدوج الطلابِ يُمكن من أن يتعلموا بطريقةٍ بناءً على مهاراتهم اللغوية السابقة.
·       برامج ثنائية اللغة التطويرية أو المحافظة عليها. يُسجل في هذه البرامج الطلاب الناطقين بلغة مشتركة لتعلم اللغة الإنجليزية.
·       برامج الإنغماس في ثنائية اللغة. يُسجل في هذا البرنامج الطلاب الذين يتحدثون بلغةٍ أم إنجليزية وبلغةٍ أم ٍمشتركة.
·        الإنغماس اللغوي الأجنبي. يُسجل في هذا البرنامج الطلاب الذين يتحدثون بلغةٍ أمٍ إنجليزية خاصة.
·       برامج اللغة التُراثية. يُسجل في هذا البرامج الطلاب الذين يمتعون بقدرٍ من الكفاءة  في اللغة الإنجليزية خاصة، ولكن أحد أقربائهم (والديهم وأجدادهم) يتحدثُ بلغةٍ مشتركة.
·       إن للإنغماس اللغوي المزدوج نموذجان أساسيان. حيث يتمثل النموذج الأول في 90/10. يحتوي برنامج الإنغماس ثنائي اللغة المزدوج على 90% من تعليم مرحلة الروضة باللغة الأقلية والتي تظفر بدعم أقل من المجتمع الأوسع وعلى 10% بلغة الأغلبية. وتتغير هذه النسبة تدريجيا ًفي اللغة الأغلبية حتى يُقسم المنهج الدراسي بالتساوي في كلتا اللغتين خلال الصف الخامس. يعتمد الإنغماس ثنائي اللغة المزدوج على مبدأ التقسيم الواضح للمنهج الدراسي بين لغتي التعليم. ذكر كلٌ من توماس وكولير في عام 1997:«لا يكرر ولا يترجم المعلمون المادة الدراسية باللغة الثانية، ولكنهم يعززون المفاهيم التي تُدرس في اللغة واحدة من خلال لُغتين في المنهج الحلزوني لتحقيق التحدي المعرفي». كما وذكر كولير في عام 1987«تُبدل لغات التعليم بحسب مواضيعها أو مجال دراستها. ويعد هذا النوع من الإنغماس أساسياً لتطويرالكفاءة اللغوية المزدوجة، حيث أن اللغة الاجتماعية يمكن إتقانها في بضع سنوات، ولكن المستوى الأعلى من الكفاءة ضروري لقراءة نصوص الدراسات الاجتماعية أو لحل المسائل الرياضيات تقريباً من 5 إلى 7 سنوات». إن الهدف هو الزيادة التدريجية لغالبية اللغة ليصبح التعليم  بنسبٍ متساوية، أي 50% من اللغة الإنجليزية و 50% من اللغة المشتركة. ويتمثل النموذج الثاني في 50/50، حيث تُستخدم اللغة الإنجليزية واللغة المشتركة على حد سواء طيلة مدة البرنامج.
·       اللغة الإنجليزية كلغةٍ ثانية. يستوجب هذا البرنامج تعلم اللغة الإنجليزية مع أشخاصٍ يتحدثون بنفس لغتك. يُعد هذا البرنامج برنامجاً تكميلياً وشاملاً للطلاب الذي يسعون جاهدين لتعلم اللغة الإنجليزية لتمكنهم من أداء مهاهم بشكل أفضل في المجتمع الأمريكي. يتعلم البشر اللغة الإنجليزية كلغةٍ ثانية لأنها فرضت حالة التواصل في تلك الدولة. تستخدم سنغافورة اللغة الإنجليزية والهند ومالاوي وكذلك 50 إقليماً آخر كجزءٍ من مؤسسات الدولة الرائدة، حيث تؤدي دور اللغة الثانية في مجتمعٍ متعدد اللغات. تختَلف اللغة الإنجليزية كلغةٍ ثانية عن اللغة الإنجليزية كلغةٍ أجنبية. إذ تُقدمُ الإنجليزية كلغة ٍثانية في العديد من المدراس لتراعي التنوع الثقافي بين الطلاب، وغالباً ما تكون في المناطق الحضرية لتُساعد هؤلاء الطلاب ليستمروا في مواكبة المواد الدراسية كالرياضيات والعلوم. يُشترط عادة لتعليم اللغة الإنجليزية كلغةٍ ثانية في الخارج  مؤهل درجة البكالوريس وكذلك مؤهل لتدريس اللغة الإنجليزية كلغةٍ ثانية على الاقل.
ذكرت دونا كريستيان في عام 1996"  تشجع فصول الإنغماس المزدوج الدراسية الطلاب، ولكن بالإذن. إذ قد تكون حماسيةً وتطوراللغة الأم وتُقدم مساهمة مهمة للحفاظ على لغة التراث وتفسحُ مجالاً لطلابِ الأقليات اللغوية بالبقاء في الفصول الدراسية مع أقرانهم الناطقين بلغةٍ أمٍ نجليزية، مما يؤدي إلى مزايا لغوية وكذلك اجتماعية ثقافية. وفقاً لما ذكره مركز اللغويات التطبيقية في عام2005، حيث أصبح هناك317 برنامجاً للإنغماس المزدوج يُطبق في المدارس الإبتدائية في الولايات المتحدة الأمريكية بعشر لغات مختلفة اعتباراً من شهر مايو لعام 2005.
و بالرغم من أن الأبحاث تُشير إلى أن برامج اللغة المزدوجة فعالة جداً في مساعدة الطلاب على تعلم اللغة الإنجليزية بشكلٍ جيد وكذلك مساعدة الأداء طويل المدى لمتعلمي اللغة الإنجليزية  في المدارس إلا أنها تعتبر أقل شيوعاً في المدارس الأمريكية. وينعم الناطقون بلغةٍ أمٍ إنجليزية بالفائدة من خلال تعلمِ لُغةٍ ثانية. ولا يُعزل متعلمي اللغة الإنجليزية عن زملائهم حيث يُدرسوا بلُغتهم الأم، ولكن لا يزالون في الفصول الدراسية «الأمريكية» النموذجية التي يجب أن يكونوا فيها للمزايا المعرفية والاجتماعية.
·       ويتمثل نوع آخر من التعليم ثنائي اللغة في برنامج اللغة المزدوجة، حيث يُدرسُ فيه الطلاب بطرقتين مختلفتين. الطريقة الأولى: تُدرس المقررات الأكاديمية المختلفة بلغة الطلاب الثانية، حيث يدرسها أساتذة مدربون خصيصا باللغتين فيمكنهم فهم أسئلة الطلاب التي تطرح بلغتهم الأم، ولكن يُجيبون عليها دائماً باللغة الثانية. الطريقة الثانية: تطور فصول القراءة والكتابة الدراسية باللغة الأم الطلاب في الكتابة والمهارات اللغوية العليا في لغتهم الأم. أوضحت الأبحاث أن العديد من المهارات المكتسبة في اللغةِ الأم يمكن نقلها فيما بعد إلى اللغة الثانية بلا صعوبة. ولا تُدرس المقررات الأكاديمية في فصول اللغة الأم الدراسية في هذا النوع من البرنامج. تعتمد فصول اللغة الثانية الدراسية على المحتوى بدلاً من القواعد اللغوية ليتمكن الطلاب من تعلم جميع مقرراتهم الأكاديمية باللغة الثانية. تعد اللغة المزدوجة  نوعاً من أنواع التعليم ثنائي اللغة، حيث يتعلم الطلاب القراءة والكتابة بكلتا اللغتين. إن معظم البرامج في الولايات المتحدة الأمريكة باللغتين الإنجليزية والإسبانية، ولكن في الآونة الأخيرة ظهرت لغاتُ مشتركة جديدة مثل: اليابانية والكورية والفرنسية والماندرانية الصينية  وكذلك العربية. يعزز مفهوم اللغة المزدوج ثنائية اللغة ويزيد الوعي بالتنوع الثقافي ومستويات الإنجاز الأكاديمي العليا من خلال الدروس بكلتا اللغتين.
• التعليم ثنائي اللغة التطوري أو طويل الأمد. يمتدُ التعليم الطفل في لغته الأم  لفترة طويلة ويكون مرتبطاً بالتعليم في اللغة الإنجليزية. يتمثل الهدف في إلمام الطفل بالقراءة والكتابة في لغته الام ومن ثم نقل هذه المهارات للغة الثانية. يعتبرهذا التعليم مثالياً للكثير من طلاب متعلميِ اللغة الإنجليزية، ولكن في كثير من الحالات تكون الموارد صعبة المنال لمثل هذا النوع من التعليم.
3.قوانين الكونغرس الأمريكي
طرح الكونغرس الأمريكي قانون ثنائي اللغة في عام 1968، حيث يُحدد هذا القانون مدة البرنامج التعليمي ثنائي اللغة. يُعنى هذا البرنامج التعليمي للأطفال الذين لا يتقنون تماماً اللغة الإنجليزية. وقد يُقدمُ التعليم للطلاب ليتمكنوا من تحقيق الكفاءة اللازمة في اللغة الأنجليزية بالإضافة إلى لُغاتهم الأم ومراعاة التراث الثقافي للأطفال. ويمكن ذلك أن يُفسح مجالاً فتُدمج في المواد أو المقررات الدراسية، بهدفِ تمّكِينهم من النمو بفعالية في جميع مراحل النظام التعليمي.
كان قانون التعليم الإبتدائي والثانوي في عام 1968 مقياساً مهماً آخرَ لتعليم ثُنائي اللغة. حيثُ أسَسَ البند السابع من التشريع الفيدرالي (قانون التعليم ثنائي اللغة) مبادئ توجيهية فيدرالية للتعليم ثنائي اللغة، كما وأقرَّ "إن هناك عددٌ كبير من الأطفال ذوي القدرة المحدودة على التحدث باللغة الإنجليزية في الولايات المتحدة الأمريكية "لديهم احتياجات تعليمية خاصة". وحدد هذا القانون التزام الحكومة الفيدرالية بمدِ يدِ العون للبرامج الإبداعية ثُنائية اللغة. وقد عُدل البند السابع عدة مرات منذ أن طُرح، وأصبح في عام 1994 جزءاً من قانون المدراس الأمريكية.
4. الأساطير المحيطة بالتعليم ثنائي اللغة
لقد تطورت العديد من الأساطير والتحيزات حول التعليم ثُنائي اللغة. وقد حَصَر باحثو المملكة المتحدة وبولندا أكثر المفاهيم الخاطئة رسوخاً عند البشر:
·       تعتبر ثنائية اللغة أو تعدد اللغات حالاتً استثنائية و «تخلُ» «بمبدأ» أُحادية اللغة.
·       يحتاج المرء أن يكون «متمكناً» من كلاتا اللغتين أو جميعها وأن «يتقنها كلغته الأم» وأن «يجديها تماماً» على حدٍ سواء ليُطلق عليه «ثُنائي اللغة أو متعدد اللغات»
·       قد تكون لثنائية اللغة نتائج سلبية في مرحلة الطفولة في جانبي التطور اللغوي والمعرفي، وبالتالي تؤدي إلى نتائج سلبية في المدرسة.
·       قد يؤدي انتفاح الطفل لأكثر من لغة واحدة إلى ضعفٍ أو قُصرٍ لغوي، أو ضغطٍ وجهدٍ لا ضرورةَ لهُما للأطفال الذين شُخصوا بالقصورِ اللغوية.
·       لايملك الأطفال الوقت الكافي لتعلم لُغتين، وبالتالي من الأفضل أن يكتسبوا لغة الأغالبية  فقط.
وتعتبر كل هذه اعتقاداتً خاطئة ودُحِضت حُجتهُا منذ فترة طويلة. ومع ذلك لا تزال إلى عصرنا هذا عالقة ً في أذهان العديد من أولياء الأمور. إن فهم ما يشكل قرار إرسال الأطفال إلى مدرسةٍ  ثُنائية اللغة أمراً مهماً. حيث يجب أن يكون هذا القرار معتمداً على السن والمنهج الدراسي المناسبان للطفل وكذلك اختياره.
وعلى الرغم من تلك الأساطيرالمحيطة بتعليم اللغة، إلا أن انفتاح الطفل لتعليمٍ باللغة ثانية له فوائدَ كثيرة لتطوره ونموه. وقد حدد المجلس الأمريكي لتعليم اللغات الأجنبية أكثرَ من عشرين فائدةً لتنمية الطفل وتطوره عندما يُوفر له تعليمٌ كافيٍ ومناسب باللغة الثانية. وبالتي فإن ذلك يكشف ويُثبتُ خطأ  معظم هذه الأساطير التي قد تمنع هذا التعليم وتعوقه
5.بحسب الدولة أو المنطقة
المقال الرئيس: التعليم ثُنائي اللغة وفقاً الدولة أو المنطقة.
6.آثار تعليم اللغة الأم
لقد أثبتت مواصلة تعزيز قدرات اللغة الأم لدى الأطفال بالإضافة للغات الأخرى أنها جوهرية ولا غنى عنها لتطورهم الشخصي والتعليمي. ويعود السبب في ذلك لتمسُكهم بهويتهم الثقافية ويكتسبون فهماً أعمقَ للغة. وجنت دولتي إثيوبيا وكينيا لتعليم اللغة الأم ثِمارُ ذلك، حيث أثبتت دراستان في عام2016 وعلى التوالي بنتائج إيجابية للطلاب في كلتا الدولتين.
7.إطلع أيضاً على
·       اللغة الإنجليزية كلغةٍ أجنبية أو كلغةٍ ثانية.
·       التعليم ثنائي اللغة بين الثقافات.
·       التعليم متعدد اللغات.
·        الجمعية الوطنية للتعليم ثنائي اللغة.
·       اختبار إتقان اللغة الإنجليزية للمرحلة الثانوية.
·       ثنائية اللغة ذات المنوالين.
·       الترجمة متعددة اللغات.